# Azimuth Hill
Der Azimuth Hill (englisch für Azimuthügel, in Argentinien Punta Caleta Azimut) ist ein 85 m hoher Felssporn auf der Trinity-Halbinsel im westantarktischen Grahamland. Er reicht bis zum Prinz-Gustav-Kanal unmittelbar südlich der Mündung des Russell-East-Gletschers.
Der Falkland Islands Dependencies Survey benannte ihn im Anschluss an eine Vermessung im Jahr 1946. Namensgebend war der Sonnenazimut, der mittels eines am östlich Ende der Formation errichteten Steinhaufens ermittelt wurde.